# Moitessieria
Moitessieria là một chi ốc nước ngọt nhỏ, động vật thân mềm chân bụng có mài sống trong môi trường nước ngọt trong họ Moitessieriidae.
Moitessieria là chi điển hình trong họ Moitessieriidae.

## Các loài
Các loài trong chi Moitessieria gồm có:
- Moitessieria corsica
- Moitessieria juvenisanguis
- Moitessieria lineolata
- Moitessieria locardi
- Moitessieria rayi
- Moitessieria rolandiana
- Moitessieria simoniana